# ライアン・ジャイルズ
ライアン・ジョン・ジャイルズ（Ryan John Giles, 2000年1月26日 - ）は、イングランド・テルフォード出身のサッカー選手。ポジションはDF。プレミアリーグ・ルートン・タウンFC所属。

## クラブ経歴
テルフォードで生まれたジャイルズは、2008年にウルブスのアカデミーに加入すると、2018年にはアカデミーの年間最優秀選手に選ばれた。
2018年3月24日、AFCテルフォード・ユナイテッドに期限付き移籍した。
2020年1月、コヴェントリー・シティFCに期限付き移籍をした。加入後、9試合に出場すると2ゴール7アシストの活躍でチームの降格を防いだ。
2021年1月25日、ウルヴァーハンプトン・ワンダラーズFCに復帰したが、まもなくロザラム・ユナイテッドFCに期限付き移籍をした。
2021年7月13日、カーディフ・シティFCに期限付き移籍した。
2022年1月31日、ブラックバーン・ローヴァーズFCへシーズン終了までの期限付き移籍。
2022年6月23日、シーズン終了までミドルズブラFCにレンタルで加入すると、11アシストを記録してチームのプレーオフ進出に貢献した。
2023年7月28日、かつてプレーしたテルフォードとウルブスの23歳以下のチームで指導を受けたロブ・エドワーズ監督率いるルートン・タウンFCに移籍した。

## タイトル
コヴェントリー・シティ
EFLリーグ1 : 2019-20